# Spizocorys starki
Spizocorys starki е вид птица от семейство Чучулигови (Alaudidae).

## Разпространение
Видът е разпространен в Ангола, Ботсвана, Намибия и Южна Африка.